# Włodzimierz Kurec

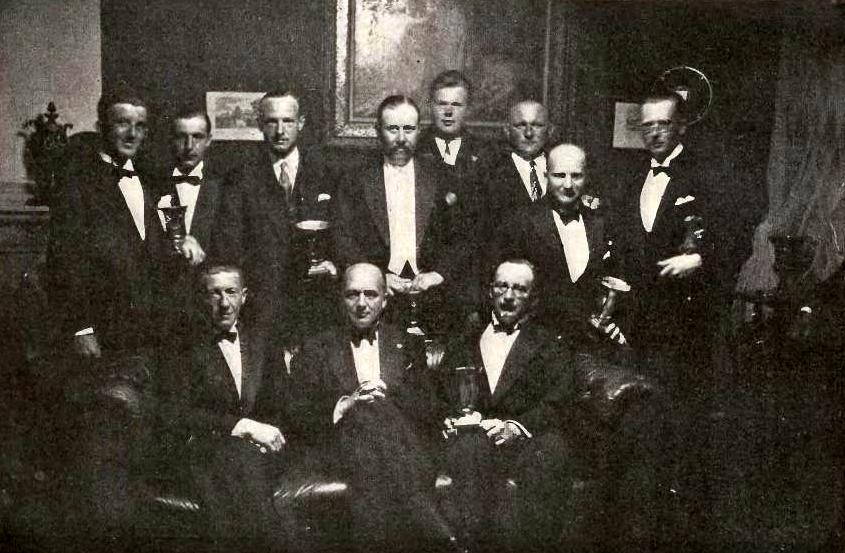
Włodzimierz Kurec zajął trzecie miejsce podczas Rajdu Polski 1930, na zdjęciu podczas odbioru nagród za ten rajd, Kurec stoi piąty od lewej strony

Włodzimierz Kurec ps. Wołodja (ur. 4 maja 1909 w Kopianach na Litwie, zm. 15 lipca 1972 w Lubece) – polski, wileński pilot, kierowca rajdowy i przemysłowiec. Syn Grzegorza Kureca.
Kurec znany był z dużej nadwagi (według różnych źródeł ważył 150–200 kg), która znacząco utrudniała mu zarówno udział w rajdach samochodowych (jego Ford miał specjalnie wzmocnione resory) jak i zawodach lotniczych. Jego egzemplarz RWD-8 producenci przystosowali poszerzając kabinę oraz montując jedno tylko siedzenie. Powodowało to szereg komplikacji – między innymi fakt, że nie mógł zabrać na pokład nawigatora, przez co musiał, oprócz sterowania, wykonywać także jego obowiązki.
Przygodę z lotnictwem rozpoczął w 1933 roku. Witold Rychter opisuje, że Kurec bardzo chciał doświadczyć podniebnej podróży, toteż postanowił mu w tym pomóc. Wyciągnął swój RWD-5 i z pomocą mechaników pomógł wpakować się „Wołodii” na tylne siedzenie. Po wzbiciu się, nie bez trudu, nad ziemię Kurec mógł co prawda tylko obracać głową, ale samo przeżycie lotu bardzo go podekscytowało. Zaraz po wylądowaniu oświadczył, że jeszcze tego samego dnia zamówi sobie samolot u «Erwudziaków», a już następnego dnia zapisze się na kurs pilotażu w swym Aeroklubie Wileńskim. Postanowienie wydało się Rychterowi komiczne, ale Kurec mimo przeciwności losu dopiął swego i ukończył kurs uzyskując licencję pilota.
Brał udział w licznych zawodach, m.in. w Zjeździe Gwiaździstym (pierwsza nagroda za przebycie największej liczby kilometrów i srebrna plakieta), Międzynarodowym Rajdzie Automobilklubu Polski (3. miejsce), Krajowych Zawodach Lotniczych w 1937 i 1938 roku (już jako szef zespołu wileńskiego).
W czasie wojny przez krótki okres sprawował funkcję zarządcy fabryki w Grzegorzewie, założonej przez swojego ojca, który zaginął wówczas bez wieści. W 1944 roku wyemigrował na stałe do Niemiec, skąd pochodziła jego matka.
W 1939 roku został odznaczony Srebrnym Krzyżem Zasługi za udział w rozwoju sportu lotniczego.